# Levski-Spartak Sofia (handball)
Le Levski-Spartak Sofia est un club de handball qui se situe à Sofia en Bulgarie. 

## Palmarès
- Championnat de Bulgarie  (1) : 1968-69.